# Палмира (остров)
Палмира (на английски: Palmyra) е необитаем атол в северната част на Тихия океан, на 1780 km южно от Хонолулу (Хавайски острови), владение на Съединените американски щати.
Площта му е 6,56 km2. Островът е открит през 1802 г. от английския капитан Саул и е наименуван на кораба му „Палмира“. През Втората световна война американският флот използва Палмира като летище за военновъздушните си операции срещу Япония.
Най-високата точка достига едва 2 m надморска височина. На атола виреят кокосови палми и балсово дърво. Има изградено аварийно летище и риболовно пристанище, които се поддържат периодично от няколко души.